# Muolen
Muolen (toponimo tedesco) è un comune svizzero di 1 257 abitanti del Canton San Gallo, nel distretto di San Gallo.

## Geografia fisica
Il territorio di Muolen si estende sulle alture che sovrastano la sponda meridionale del lago di Costanza e comprende parte della torbiera dell'Hudelmoos; è il comune più settentrionale del cantone.

## Storia
Il comune politico di Muolen è stato istituito nel 1803, quando si separò da quello di Häggenschwil nell'anno stesso della sua istituzione.

## Monumenti e luoghi d'interesse
- Chiesa parrocchiale cattolica di San Giuseppe, eretta nel 1784 e ricostruita nel XX secolo[3].

## Società

### Evoluzione demografica
L'evoluzione demografica è riportata nella seguente tabella:
Abitanti censiti

## Economia
Muolen è un paese prevalentemente rurale.

## Infrastrutture e trasporti
Muolen è servito dall'omonima stazione sulla ferrovia lago di Costanza-Toggenburgo (linea S8 della rete celere di San Gallo).